# Sarcoramphus fisheri
A Sarcoramphus fisheri a madarak (Aves) osztályának újvilági keselyűalakúak (Cathartiformes) rendjébe, ezen belül az újvilági keselyűfélék (Cathartidae) családjába tartozó fosszilis faj.

## Tudnivalók
A késő pleisztocén idején, a mai Peru területén élhetett a Sarcoramphus fisheri nevű újvilági keselyű.
Úgy tűnik, hogy a Sarcoramphus kernense valamivel megelőzte a nagy amerikai faunacsere nevű eseményt; továbbá a mai újvilági keselyűfélék többsége Közép-Amerikában jelent meg először, vagy e madárcsoport kifejlődésének őshazája ez a kontinenseket összekötő földrész. E szálon elindulva, meglehet, hogy a S. kernense a S. fisheri északra irányuló divergens testvértaxonja.

### Fordítás
- Ez a szócikk részben vagy egészben  a   King vulture című angol Wikipédia-szócikk ezen változatának fordításán alapul.  Az eredeti cikk szerkesztőit annak laptörténete sorolja fel. Ez a jelzés csupán a megfogalmazás eredetét és a szerzői jogokat jelzi, nem szolgál a cikkben szereplő információk forrásmegjelöléseként.